# Луговой (Ханты-Мансийский автономный округ)
Лугово́й — посёлок городского типа в Кондинском районе Ханты-Мансийского автономного округа. 

## География
Расположен на реке Конда, в 17 км от райцентра по зимнику (по реке — 24 км).

## История
Основан как деревня в 1922 году. По переписи 1926 года в деревне насчитывалось 18 хозяйств, в которых проживало 38 человек.
В мае 1931 года организован колхоз «Красное знамя».
В 1933 году в деревне открылась школа.
В 1954 году в Луговой начал строиться лесозаготовительный комплекс — Луговской лесопункт.
В 1957 году образован сельсовет. Статус посёлка городского типа — с 1960 года.
В посёлке имеются полная общеобразовательная школа на 300 мест, детский сад; библиотека; оздоровительно-образовательный центр; больница; молодёжный центр, клуб (в 2009 году объединены в культурно-досуговый комплекс).

## Население
| 1970  | 1979  | 2002  | 2009  | 2010  | 2012  | 2013  | 2014  | 2015  |
| ----- | ----- | ----- | ----- | ----- | ----- | ----- | ----- | ----- |
| 3001  | ↘2672 | ↘1956 | ↘1787 | ↘1756 | ↘1692 | ↘1600 | ↘1582 | ↘1572 |
| 2016  | 2017  | 2018  | 2019  | 2020  | 2021  |       |       |       |
| ↘1524 | ↘1507 | ↘1492 | ↘1475 | ↘1440 | ↗1589 |       |       |       |

## Предприятия
- ООО «Луговской ЛПХ», ООО «Импульс», ООО «Столяр» — заготовка и переработка древесины, производство пиломатериалов
- СХНО «Красный Яр» — заготовка ягод, рыбы, пушнины, сбор грибов, кедровых орехов